# 阿尔韦托·布兰科
阿尔韦托·布兰科（西班牙語：Alberto Blanco，1950年2月17日—），古巴男子举重运动员。他曾代表古巴参加1976年和1980年夏季奥林匹克运动会举重比赛，其中1980年奥运会获得一枚铜牌。